# Henry Jackson Society

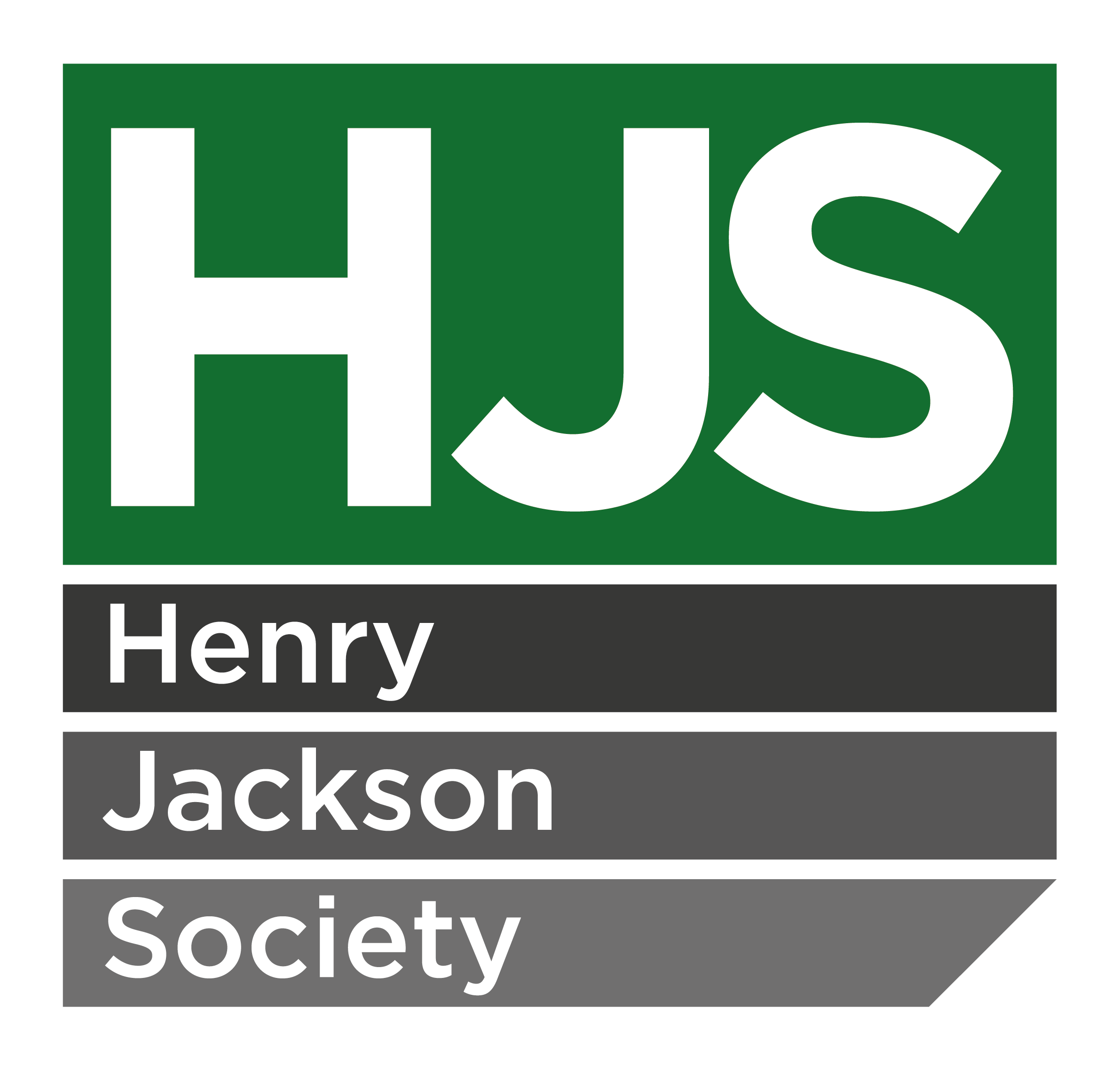
Logo van de Henry Jackson Society.

De Henry Jackson Society (HJS) is een trans-Atlantische denktank op het gebied van buitenlands beleid en nationale veiligheid, gevestigd in Londen (Verenigd Koninkrijk). Hoewel het zichzelf omschrijft als onpartijdig, is zijn visie verschillende keren beschreven als rechts, neoliberaal, en neoconservatief.
De Society is genoemd naar VS-senator Henry Jackson (1912-1983), die ijverde voor “een robuust buitenlands beleid, gebaseerd op duidelijke universele principes zoals de wereldwijde bevordering van de rechtsstaat, liberale democratie, burgerrechten, verantwoordelijkheid voor het milieu en de markteconomie.”